# 11055 Honduras
11055 Honduras è un asteroide della fascia principale. Scoperto nel 1991, presenta un'orbita caratterizzata da un semiasse maggiore pari a 2,4183516 UA e da un'eccentricità di 0,2273245, inclinata di 11,37551° rispetto all'eclittica.